# Камање
Камање је насељено место и седиште општине у Карловачкој жупанији, Република Хрватска.

## Историја
До територијалне реорганизације у Хрватској налазило се у саставу бивше велике општине Озаљ.

## Становништво
На попису становништва 2011. године, општина Камање је имала 891 становника, од чега у самом Камању 366.

## Попис1991.
На попису становништва 1991. године, насељено место Камање је имало 450 становника, следећег националног састава:
| Попис 1991.‍  | Попис 1991.‍  | Попис 1991.‍ | Попис 1991.‍ | Попис 1991.‍ |
| ------------ | ------------ | ----------- | ----------- | ----------- |
|              |              |             |             |             |
| Хрвати       | Хрвати       |             | 416         | 92,44%      |
| Срби         | Срби         |             | 10          | 2,22%       |
| Словенци     | Словенци     |             | 7           | 1,55%       |
| Југословени  | Југословени  |             | 4           | 0,88%       |
| неопредељени | неопредељени |             | 2           | 0,44%       |
| непознато    | непознато    |             | 11          | 2,44%       |
| укупно: 450  |              |             |             |             |